# Meet the Baron
Meet the Baron é um filme de comédia norte-americano de 1933 estrelado por Jack Pearl, Jimmy Durante, Edna May Oliver, Zasu Pitts, Ted Healy e os Três Patetas. O título do filme se refere ao personagem de Pearl, o Barão de Munchhausen, que ele fez famoso em seu programa de rádio.

## Roteiro
Uma dupla de trapalhões (Jimmy Durante e Jack Pearl) são abandonados nas selvas da África pelo Barão de Munchausen. Uma equipe de resgate se engana e confunde Pearl com o desaparecido Barão e leva os dois de volta à América onde eles recebem tratamento de heróis.
O falso Barão é convidado a falar na Faculdade Cuddle, gerida por Dean Primrose (Edna May Oliver). Lá ele se apaixona por Zasu Pitts, encontra com os três zeladores malucos (Os Três Patetas) e tem que encarar a fraude.

## Elenco
- Jack Pearl como o Barão de Münchhausen
- Jimmy Durante como Joe McGoo
- Zasu Pitts como Zasu
- Ted Healy como Head Janitor
- Edna May Oliver como Dean Primrose
- The Goldwyn Girls como as Dançarinas
- Henry Kolker como Barão de Munchausen
- William B. Davidson como o apresentador
- Moe Howard como zelador
- Larry Fine como zelador
- Jerry Howard como zelador
- Ben Bard como Charley Montague